# 8. míle
8. míle (v anglickém originále 8 Mile) je americký dramatický film z roku 2002. Režisérem filmu je Curtis Hanson. Hlavní role ve filmu ztvárnili Eminem, Mekhi Phifer, Brittany Murphy, Kim Basinger a Taryn Manning.

## Obsazení
| Eminem             | Jimmy Smith Jr./B-Rabbit |
| Mekhi Phifer       | David "Future" Porter    |
| Brittany Murphy    | Alex Latorno             |
| Kim Basinger       | Stephanie                |
| Taryn Manning      | Janeane                  |
| Michael Shannon    | Greg Buehl               |
| De’Angelo Wilson   | DJ IZ                    |
| Evan Jones         | Cheddar Bob              |
| Omar Benson Miller | Sol George               |
| Eugene Byrd        | Wink                     |
| Anthony Mackie     | Papa Doc                 |
| Xzibit             | Mike                     |
| Proof              | Lil Tic                  |
| Brandon T. Jackson |                          |

## Ocenění
Eminem, Jeff Bass a Luis Resto získali Oscara za nejlepší originální píseň. Nominováni dále byli na Zlatý glóbus ve stejné kategorii.